# (K)NoW NAME
(K)NoW_NAME es un grupo creativo de músicos japoneses que trabajan en el campo del anime bajo el sello musical «TOHO animation RECORDS» de TOHO animation y Tōhō. El primer trabajo de anime televisivo donde se empleo su música fue Hai to Gensou no Grimgar que comenzó a transmitirse en enero de 2016. Se les denomina como «unidad creativa musical» y su abreviatura es (K)_N.

## Visión general
Desde TOHO animation RECORDS nació de la idea de crear una unidad que pudiera expresar cualquier género musical con una sola unidad y que se acerque a la obra.
El nombre de la unidad (K)NoW_NAME se concibió a partir del juego de palabras «Know» de «Solo sé el nombre», «Now», que están cerca de la obra en ese momento, y «No» de «Sin nombre».
En enero de 2016, trabajaron exhaustivamente en el tema principal y la música de fondo del anime Hai to Gensou no Grimgar, y el 17 de febrero del mismo año grabaron sus sencillos debut «Knew day» y «Harvest».
En abril de 2017, produjeron la música para el anime de televisión Sakura Quest, lanzando el tema de apertura «Morning Glory» y el tema de cierre «Freesia», el 6 de septiembre, lanzaron su segundo tema de apertura «Lupinus» y el tema final «Baby's bresth».

## Miembros
- Vocalistas
  - Ayaka Tachibana
  - NIKIIE
  - AIJ
- Creador de música
  - R・O・N
  - Makoto Miyazaki
  - Shuhei Mutsuki
  - Kohei de SIMONSAYZ
  - eNu
  - Genki Mizuno
- Ilustrador
  - so-bin

## Discografía

### Sencillos
| N.º | Fecha de lanzamiento    | Título                                                                                | Acoplamiento                  | Número de pieza estándar | Posición más alta en Oricon |
| --- | ----------------------- | ------------------------------------------------------------------------------------- | ----------------------------- | ------------------------ | --------------------------- |
| 1   | 17 de febrero de 2016   | Knew day                                                                              | Stand on the Ground, Nutrient | THCS-60084               | 28                          |
| 2   | 17 de febrero de 2016   | Harvest                                                                               | seeds, rainy tone             | THCS-60085               | 30                          |
| 3   | 7 de junio de 2017      | Morning Glory                                                                         | Lantana, thyme                | THCS-60148               | 31                          |
| 4   | 7 de junio de 2017      | Freesia                                                                               | Blue Rose, ASTER              | THCS-60150               | 27                          |
| 5   | 6 de septiembre de 2017 | Lupinus                                                                               | Red Clover, Alstromeria_white | THCS-60159               | 65                          |
| 6   | 6 de septiembre de 2017 | Baby's breath                                                                         | Crossandra, Alstroemeria_pink | THCS-60161               | 67                          |
| 7   | 24 de abril de 2019     | KNOCK on the CORE／Ash-like Snow                                                      |                               | THCS-60240               | 108                         |
| 8   | 16 de octubre de 2019   | STILL STANDING／Stay Gold                                                             |                               | THCS-60252               | 133                         |
| 9   | 19 de febrero de 2020   | Welcome to~u Konton (Kaosu) (Welcome トゥ 混沌（カオス Uerukamu to~u Konton (Kaosu)?) | So HUNGRY                     | THCS-60260               | 64                          |

### Anime
- Hai to Gensou no Grimgar (2016)
  - Música (R・O・N)
  - Tema de apertura «Knew day»
  - Temas de cierre «Harvest» y «Cultivate»
  - Canciones insertadas «Head Wind», «Brave Storm», seeds», «Stand on the Ground», «rainy tone», «Nutrient», «Growing», «sun will rise», «Swelling of Buds» y «Sudden Storm»
- Sakura Quest (2017)
  - Música (Makoto Miyazaki)
  - Temas de apertura «Morning Glory» y «Lupinus»
  - Temas de cierre «Freesia» y «Baby's Breath»
  - Canciones insertadas «Hajimari wa itsumo misuteiku (はじまりはいつもミステイク lit. El comienzo siempre es un error?)», «thyme», «Ryū no Uta (龍の唄 lit. Canción del dragón?)», «Alcedo Attis», «gravity», «Ptolemaic system» y «Bara ga Saki ya Gatta (薔薇が咲きやがった lit. La rosa ha florecido?)"
- Fairy Gone (2019)
  - Música
  - Tema de apertura «KNOCK on the CORE»
- Dorohedoro (2020)
  - Producción musical
- Spy × Family (2022)
  - Producción musical[4][5]